# Dump (programa)
dump és un programa de Unix utilitzat per fer còpies de seguretat de sistemes de fitxers. Opera en blocs, sota abstraccions del sistema de fitxers tals com fitxers i carpetes. El dump pot copiar un sistema de fitxers a un emmagatzematge en cinta o a un altre disc. S'utilitza freqüentment en una xarxa encadenant la seva sortida mitjançant bzip2 i SSH.
El dump va aparèixer per primer cop a la Versió 6 AT&T UNIX.

## Utilització
```
dump [-0123456789acLnSu] [-B records] [-b blocksize] [-C cachesize]
[-D dumpdates] [-d density] [-f file | -P pipecommand] [-h level]
[-s feet] [-T date] filesystem
```

```
dump -W | -w
```